# 51 Rezerwowa Dywizja Piechoty (Cesarstwo Niemieckie)
51 Rezerwowa Dywizja Piechoty (niem. 51. Reserve-Division)  – związek taktyczny Armii Cesarstwa Niemieckiego. 
W sierpniu 1914 rozwinięto w Niemczech do etatów wojennych istniejące w okresie pokoju związki operacyjne (armie) i związki taktyczne. W tym też miesiącu z rekrutów, rezerwistów i ochotników znajdujących się  w korpuśnych ośrodkach szkoleniowych zorganizowano jednostki rezerwowe.

W składzie XXVI Rezerwowego Korpusu Armijnego została rozwinięta między innymi 51 Rezerwowa Dywizja Piechoty. W I wojnie światowej dywizja walczyła na froncie zachodnim.

## Struktura organizacyjna
Skład w 1914:
- dowództwo dywizji
- 101 Rezerwowa Brygada Piechoty
  - 233 rezerwowy pułk piechoty
  - 234 rezerwowy pułk piechoty
- 102 Rezerwowa Brygada Piechoty
  - 235 rezerwowy pułk piechoty
  - 236 rezerwowy pułk piechoty
- 23 rezerwowy batalion strzelców
- 51 rezerwowy oddział kawalerii